# Mistrzostwa Czech w Lekkoatletyce 2014
45. Mistrzostwa Czech w Lekkoatletyce – zawody lekkoatletyczne, które odbyły się 2 i 3 sierpnia 2014 w Ostrawie–Witkowicach, na Stadionie Miejskim. W zawodach również wzięli udział zawodnicy ze Słowacji.

## Rezultaty

### Mężczyźni
| Konkurencja:                  | Złoto                                                             | Wynik    | Srebro                                                         | Wynik    | Brąz                                                                           | Wynik    |
| Bieg na 100 m                 | Jan Veleba                                                        | 10,32    | Zdeněk Stromšík                                                | 10,56    | Marek Bakalár                                                                  | 10,61    |
| Bieg na 200 m                 | Lukáš Šťastný                                                     | 20,95    | Jan Jirka                                                      | 21,05    | Marek Bakalár                                                                  | 21,30    |
| Bieg na 400 m                 | Daniel Němeček                                                    | 46,09    | Patrik Šorm                                                    | 46,20    | Jan Tesař                                                                      | 46,43    |
| Bieg na 800 m                 | Miroslav Burian                                                   | 1:50,42  | Matěj Pavlíček                                                 | 1:51,30  | Martin Sadil                                                                   | 1:51,80  |
| Bieg na 1500 m                | Petr Vitner                                                       | 3:49,82  | Daniel Grecman                                                 | 3:50,56  | Ondřej Klesnil                                                                 | 3:50,70  |
| Bieg na 5000 m                | Jakub Holuša                                                      | 14:19,11 | Vít Pavlišta                                                   | 14:33,22 | Lukáš Kourek                                                                   | 14:50,18 |
| Bieg na 10 000 m              | Milan Kocourek                                                    | 29:30,00 | Jiří Homoláč                                                   | 29:59,76 | Vít Pavlišta                                                                   | 30:12,81 |
| Bieg uliczny na 10 km         | Petr Vitner                                                       | 31:20    | Milan Kocourek                                                 | 31:31    | Radek Hübl                                                                     | 32:26    |
| Bieg przełajowy na 4 km       | Petr Vitner                                                       | 12:22    | David Kučera                                                   | 12:25    | Vít Pavlišta                                                                   | 12:33    |
| Bieg przełajowy na 10 km      | Milan Kocourek                                                    | 31:24    | Lukáš Kourek                                                   | 32:09    | Jiří Homoláč                                                                   | 32:23    |
| Bieg górski                   | Jan Janů                                                          | 44:39    | Martin Kučera                                                  | 45,31    | Ondřej Fejfar                                                                  | 45:59    |
| Półmaraton                    | Jan Kreisinger                                                    | 1:07:50  | Petr Pechek                                                    | 1:07:58  | Vít Pavlišta                                                                   | 1:08:15  |
| Maraton                       | Petr Pechek                                                       | 2:21:41  | Vít Pavlišta                                                   | 2:21:49  | Jiří Homoláč                                                                   | 2:22:12  |
| Bieg na 110 m przez płotki    | Petr Svoboda                                                      | 13,50    | Josef Polách                                                   | 14,39    | Michal Říha                                                                    | 14,66    |
| Bieg na 400 m przez płotki    | Michal Brož                                                       | 50,51    | Radek Fischer                                                  | 51,65    | Daniel Musil                                                                   | 51,67    |
| Bieg na 3000 m z przeszkodami | Milan Kocourek                                                    | 8:55,41  | Lukáš Olejníček                                                | 9:02,06  | Vít Pavlišta                                                                   | 9:06,22  |
| Sztafeta 4 × 100 m            | Slavia Praha Jiří Gvušč Dominik Dvořák Adam Grabmüller Tomáš Petr | 41,68    | TEPO Kladno Marek Bakalár Jan Jánský Petr Frolík Jiří Feigel   | 41,95    | AK Most Vojtěch Nohava Ladislav Křížek Martin Lecjaks Pavel Benda              | 42,12    |
| Sztafeta 4 × 400 m            | Slavia Praha Martin Čapek Václav Barák Tomáš Petr Daniel Musil    | 3:18,70  | AC Domažlice Jan Šnajdr Jakub Ledvina Martin Pivoňka Jan Čiviš | 3:22,28  | AK Moravská Třebová Tomáš Sekanina Jaroslav Žouželka Jiří Janků Luděk Strouhal | 3:28,38  |
| Chód na 20 km                 | Lukáš Gdula                                                       | 1:29:55  | Karel Ketner                                                   | 1:30:22  | Ondřej Motl                                                                    | 1:33:06  |
| Chód na 50 km                 | Lukáš Gdula                                                       | 4:01:52  | Pavel Schrom                                                   | 4:06:16  | Ondřej Motl                                                                    | 4:30:30  |
| Skok wzwyż                    | Jaroslav Bába                                                     | 2,31     | Petr Pícha                                                     | 2,16     | Martin Heindl                                                                  | 2,12     |
| Skok o tyczce                 | Jan Kudlička                                                      | 5,72     | Michal Balner                                                  | 5,62     | Adam Pašiak                                                                    | 5,34     |
| Skok w dal                    | Radek Juška                                                       | 7,94     | Milan Pírek                                                    | 7,80     | Roman Novotný                                                                  | 7,76     |
| Trójskok                      | Jiří Vondráček                                                    | 15,52 w  | Bohumil Bětuňák                                                | 15,47 w  | Martin Vachata                                                                 | 15,07    |
| Pchnięcie kulą                | Jan Marcell                                                       | 20,48    | Tomáš Staněk                                                   | 20,27    | Ladislav Prášil                                                                | 19,24    |
| Rzut dyskiem                  | Igor Gondor                                                       | 57,88    | Marek Bárta                                                    | 56,88    | Jaromír Mazgal                                                                 | 55,23    |
| Rzut młotem                   | Lukáš Melich                                                      | 72,57    | Michal Fiala                                                   | 65,36    | Miroslav Pavlíček                                                              | 62,10    |
| Rzut oszczepem                | Jakub Vadlejch                                                    | 81,26    | Petr Frydrych                                                  | 79,57    | Jaroslav Jílek                                                                 | 73,08    |
| Dziesięciobój                 | Marek Lukáš                                                       | 7558     | Adam Hromčík                                                   | 6792     | Tomáš Vojtek                                                                   | 5656     |

### Kobiety
| Konkurencja:                  | Złoto                                                                         | Wynik    | Srebro                                                                              | Wynik    | Brąz                                                                                | Wynik    |
| Bieg na 100 m                 | Martina Štychová                                                              | 11,87    | Petra Urbánková                                                                     | 11,89    | Iveta Mazáčová                                                                      | 11,90    |
| Bieg na 200 m                 | Martina Schmidová                                                             | 23,92    | Martina Štychová                                                                    | 24,24    | Jana Slaninová                                                                      | 24,42    |
| Bieg na 400 m                 | Helena Jiranová                                                               | 54,29    | Klára Lepešková                                                                     | 56,06    | Jana Slavíková                                                                      | 56,37    |
| Bieg na 800 m                 | Alena Ulrichová                                                               | 2:10,16  | Michaela Drábková                                                                   | 2:10,63  | Eliška Kutrová                                                                      | 2:11,78  |
| Bieg na 1500 m                | Kristiina Mäki                                                                | 4:27,17  | Lenka Masná                                                                         | 4:27,57  | Lucie Sekanová                                                                      | 4:30,51  |
| Bieg na 5000 m                | Eva Vrabcová                                                                  | 16:28,78 | Monika Preibischová                                                                 | 16:58,25 | Lada Nováková                                                                       | 17:38,60 |
| Bieg na 10 000 m              | Lucie Sekanová                                                                | 33:22,90 | Lada Nováková                                                                       | 34:05,01 | Květoslava Pecková                                                                  | 34:57,75 |
| Bieg uliczny na 10 km         | Eva Vrabcová                                                                  | 33:42    | Petra Kamínková                                                                     | 35:55    | Ivana Sekyrová                                                                      | 36:23    |
| Bieg przełajowy na 6 km       | Lucie Sekanová                                                                | 21:43    | Marie Miličková                                                                     | 22:17    | Lada Nováková                                                                       | 22:27    |
| Bieg górski                   | Monika Preibischová                                                           | 52:03    | Taťána Metelková                                                                    | 52:26    | Iva Milesová                                                                        | 54:37    |
| Półmaraton                    | Petra Pastorová                                                               | 1:18:31  | Ivana Sekyrová                                                                      | 1:19:28  | Taťána Metelková                                                                    | 1:20:01  |
| Maraton                       | Kateřina Kriegelová                                                           | 2:51:08  | Petra Kamínková                                                                     | 2:53:51  | Daniela Havránková                                                                  | 2:58:43  |
| Bieg na 100 m przez płotki    | Lucie Škrobáková                                                              | 12,99    | Lucie Koudelová                                                                     | 13,15    | Helena Tomková                                                                      | 13,76    |
| Bieg na 400 m przez płotki    | Denisa Rosolová                                                               | 54,63    | Jana Reissová                                                                       | 58,61    | Kateřina Hálová                                                                     | 58,62    |
| Bieg na 3000 m z przeszkodami | Barbora Jíšová                                                                | 10:41,90 | Petra Kubešová                                                                      | 10:48,61 | Iva Milesová                                                                        | 11:22,20 |
| Sztafeta 4 × 100 m            | USK Praha Lucie Domská Pavlína Humpolíková Klára Seidlová Barbora Procházková | 45,03    | Olymp Brno Lucie Koudelová Jana Sotáková Markéta Mrňová Pavla Hřivnová              | 46,43    | Spartak Praha Anežka Rajmonová Zuzana Kubicová Iva Vedralová Šárka Buranská         | 49,22    |
| Sztafeta 4 × 400 m            | USK Praha Lenka Švábíková Julie Jiravská Radka Hanzlová Michaela Drábková     | 3:55,13  | Slavia Praha Kateřina Kodrová Kateřina Ulrichová Monika Hrachovcová Lucie Taclíková | 3:55,78  | TJ Nové Město na Moravě Lýdie Brázdová Lucie Maršánová Hana Homolková Lenka Novotná | 4:19,49  |
| Chód na 20 km                 | Anežka Drahotová                                                              | 1:29:43  | Lucie Pelantová                                                                     | 1:31:07  | Eliška Drahotová                                                                    | 1:37:39  |
| Skok wzwyż                    | Oldřiška Marešová                                                             | 1,87     | Eliška Klučinová                                                                    | 1,84     | Michaela Hrubá                                                                      | 1,80     |
| Skok o tyczce                 | Jiřina Svobodová                                                              | 4,50     | Romana Maláčová                                                                     | 4,30     | Aneta Morysková                                                                     | 3,95     |
| Skok w dal                    | Eliška Klučinová                                                              | 6,06     | Jana Korešová                                                                       | 6,02     | Emily Gerulová                                                                      | 5,91 w   |
| Trójskok                      | Lucie Májková                                                                 | 13,59    | Dominika Horniaková                                                                 | 12,56    | Emily Gerulová                                                                      | 12,46    |
| Pchnięcie kulą                | Jana Kárníková                                                                | 16,56    | Markéta Červenková                                                                  | 15,02    | Petra Klementová                                                                    | 14,88    |
| Rzut dyskiem                  | Eliška Staňková                                                               | 58,17    | Jitka Kubelová                                                                      | 54,10    | Kateřina Klausová                                                                   | 52,60    |
| Rzut młotem                   | Tereza Králová                                                                | 68,34    | Kateřina Šafránková                                                                 | 65,66    | Lenka Ledvinová                                                                     | 62,75    |
| Rzut oszczepem                | Petra Andrejsková                                                             | 57,48    | Jarmila Jurkovičová                                                                 | 56,94    | Irena Šedivá                                                                        | 55,13    |
| Siedmiobój                    | Alena Galertová                                                               | 5176     | Šárka Hezoučká                                                                      | 4608     | Lucie Osobová                                                                       | 4375     |